# Institut des chemins de fer de Moscou
L’Université russe de transport (en abrégé MIIT, pour Moskovski institut inchenierov transporta) forme depuis sa création, en 1896, des ingénieurs des transports, mais aussi des économistes et des juristes. Avec plus de 118 000 étudiants, c'est la plus grande école d'ingénieurs de Russie.
Il compte 10 instituts, 4 facultés répartis dans 54 bâtiments étalés à travers les 224,5 km2 du campus. Il possède un laboratoire de langues vivantes, un centre de calcul, une bibliothèque (l'une des plus fournies de la capitale russe, avec plus de 2,5 millions de volumes), une maison des étudiants, un gymnase, un gymnasium[pas clair] et une infirmerie.
Fondé en 1896 grâce à l'oukase du tsar Nicolas II, l'Institut possède depuis 1993 le statut d'université de technologie. Il dispense 52 programmes de formation, sanctionnés par 17 licences et 13 masters.

## Partenariats et coopérations
Le MIIT possède des accords de coopération avec 53 universités et sociétés dans 28 pays.
- Allemagne Université de la Ruhr à Bochum
- Allemagne Université technique de Dresde
- Allemagne École des sciences appliquées d'Augsbourg
- Allemagne École professionnelle d'Erfurt

Le MIIT possède un Institut germano-russe qui héberge entre autres ConRuhr Moscow, organe moscovite du cercle universitaire de coopération internationale « Metropole Ruhr » (UAMR), centre d'inscription et d'information.

## Étudiants illustres
- Igor Gouberman, écrivain et poète.
- Alexeï Gvozdev, pionnier de l'analyse limite.
- Alexeï Kravzov, PDG de Kraftway.
- Viktor Vekselberg (Виктор Феликсович Вексельберг) (* 1957), homme d'affaires et oligarque russe.
- Bidzina Ivanichvili (Борис Иванишвили) (* 1956), homme d'affaires et oligarque franco-géorgien, fondateur du parti d'opposition « Rêve pour la Géorgie ».
- Roustam Tariko (Рустам Тарико) (* 1961), homme d'affaires et oligarque russe.
- Ilya Filatov, économiste, financier et gestionnaire[1],[2].
- Leonard Blavatnik, hommes d'affaires, milliardaire et philanthrope américano-britannique.

## Voir également
- Site de ConRuhr Moscou (ru)